# カガミガイ亜科
カガミガイ亜科（カガミガイあか、Dosiniinae）は、二枚貝綱マルスダレガイ科の1亜科である。カガミガイなどが属する。

## 特徴
後ろの側歯が特徴的で、主歯に接近している。この特徴はカガミガイ亜科にのみ見られる。
最大種はメキシコ西岸～ペルー北部の3–60mに生息するダイオウカガミ Dosinia ponderosa で殻長15cmほどになる。

## 分類
マルスダレガイ科の中では、マルスダレガイ亜科 Venerinae、ハナガイ亜科 Chioninae、アサリ亜科 Tapetinae と共に、進化的で放散した単系統をなす。
属を大きく分けた場合、Dosinia の単型となる。Dosinia は大きな属で、いくつかの亜属に分けられる。これらを独立属とする説もある。「カガミガイ属」という和名が使われることもあるが、カガミガイが属する属が一定しないため、その指す属は一定しない。

## 種

### 主な種
亜属は省略。
- ウラカガミ Dosinia angulosa (Philippi, 1847)
- ウバノカガミ Dosinia anus (Philippi, 1848)
- カノコカガミ Dosinia contusa (Reeve, 1850)
- バハマカガミ Dosinia discus (Reeve, 1850)
- メキシコカガミ Dosinia dunkeri (Philippi, 1844)
- カガミガイ Dosinia japonica (Reeve, 1856)
- セイヨウカガミ Dosinia lupinus (Linnaeus, 1758)
- マオリカガミ Dosinia maoriana Oliver, 1923
- ヤタノカガミ Dosinia nipponicum Okutani & Habe, 1988
- ダイオウカガミ Dosinia ponderosa (Gray, 1838)
- アツカガミ Dosinia roemeri R.W.Dunker, 1863
- ハデカガミ Dosinia scalaris (C.T.Menke, 1843)
- バライロカガミ Dosinia subrosea (Gray, 1835)
- マルヒナガイ Dosinia troscheli (Lischke, 1873)
- オウナカガミ Dosinia variegata (Gray, 1838)

### 日本産種
カガミガイ Dosinia (Phacosoma) japonica が日本本土（北海道南西部～九州）、朝鮮半島、中国大陸沿岸に分布する。
その他、日本周辺には Phacosoma に分類される相互によく似た貝が10種以上分布するが、より深い海底に生息するため一般人の目に触れることはそれほど多くはない。
そのうちカガミガイと同大のマルヒナガイ Dosinia (Phacosoma) troscheli (Lischke, 1873) は殻表面に不明瞭な褐色の放射帯が見られ、小月面（殻頂に隣接して前背縁に形成されるハート型の小区画）が褐色になり、北海道南西部～九州、中国南岸の水深10–30m砂底に生息する。
同様に褐色帯が現れるヤタノカガミ Dosinia (Phacosoma) nipponicum Okutani et Habe in Okutani, Tagawa et Horikawa, 1988 は小月面が淡色で、本州中部の水深10–30m砂底に生息する。
干潟でも見られるものとしては、やや小型で膨らみが強いアツカガミ Dosinia (Phacosoma) roemeri (Dunker, 1863) （本州～九州の内海の砂泥底）や、別亜属のウラカガミ Dosinia (Dosinella) angulosa (Philippi, 1847) （本州～九州、朝鮮半島、中国沿岸の潮下帯～30mの砂底に生息）などがあるが、日本では2種とも各地で激減あるいは絶滅状態にある。

## 画像

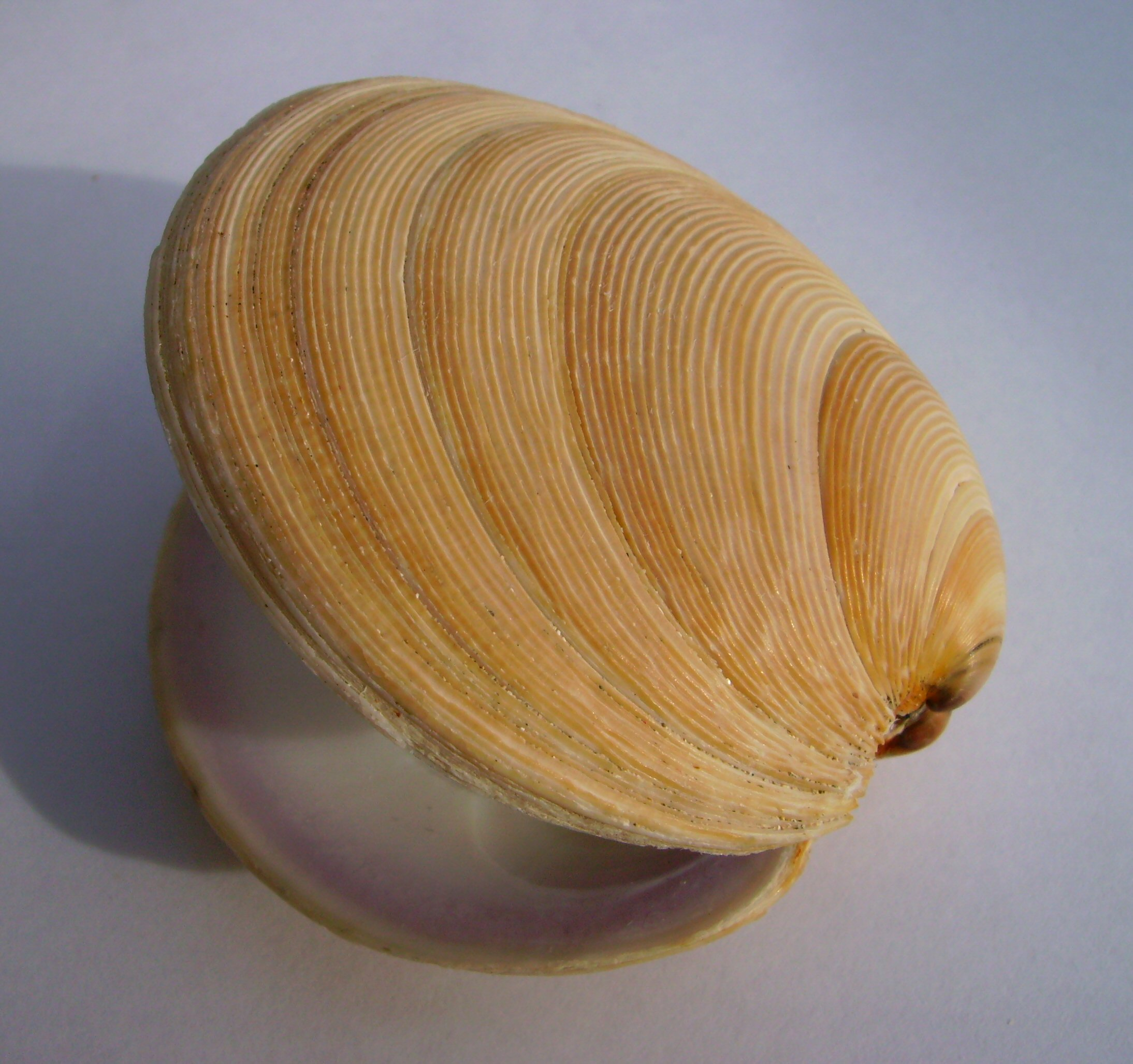
ウバノカガミ Dosinia anus
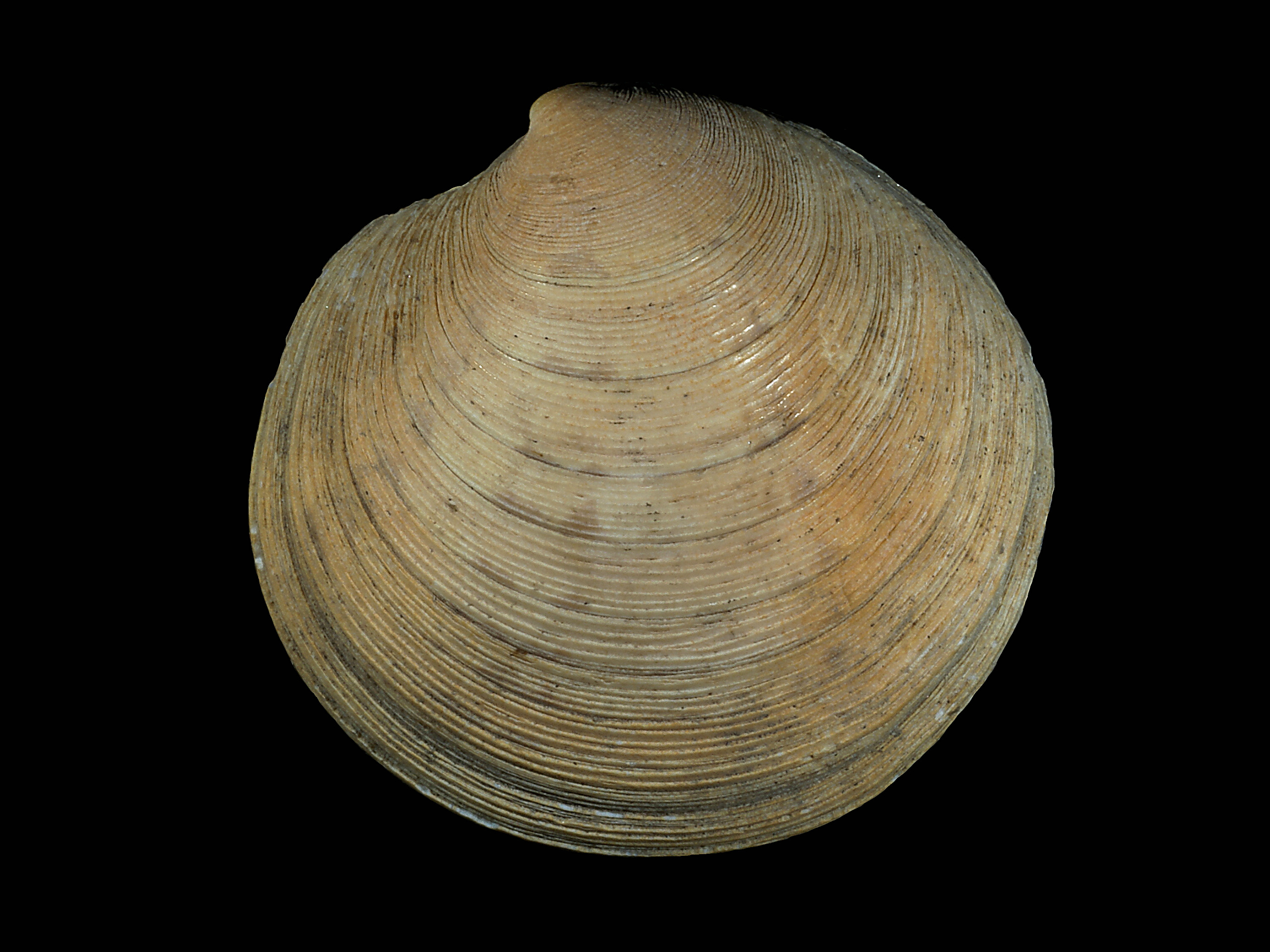
Dosinia exoleta
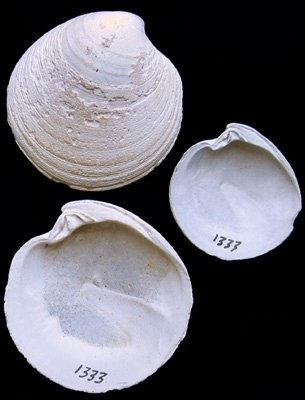
セイヨウカガミ Dosinia lupinus
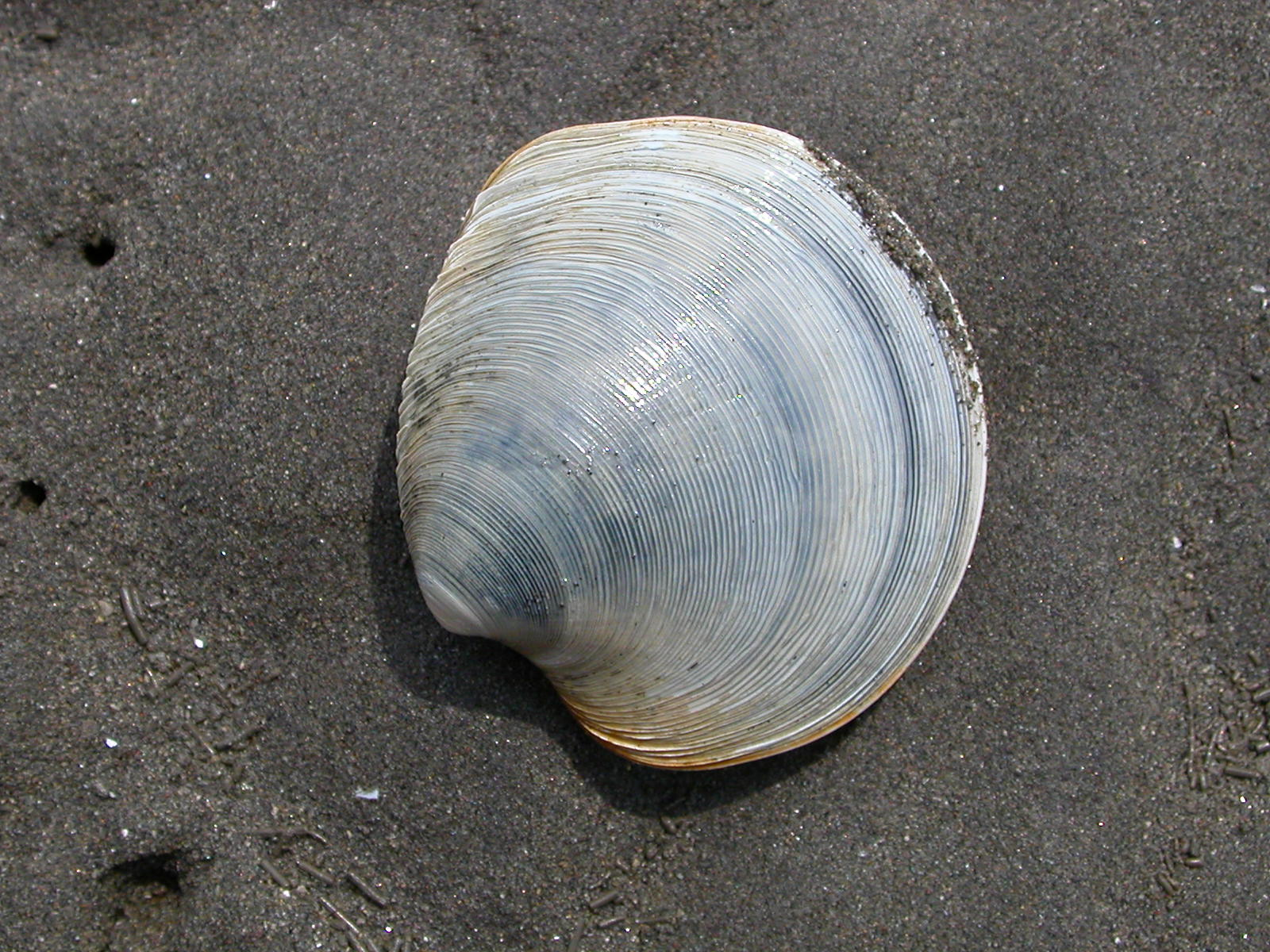
カガミガイ Dosinia japonica